# Медаль «За службу на Янцзы»
Медаль «За службу на Янцзы» (англ. Yangtze Service Medal) — военная награда США. Учреждена в 1930 году для награждения личного состава ВМС и корпуса морской пехоты США, как и армии (но в меньшей степени). Вручалась за службу в речной долине Янцзы в период с 3 сентября 1926 года по 31 декабря 1932 года, во время значительных волнений в регионе.
Награда также могла вручаться военнослужащим, временно исполнявшим долг в Шанхае (Китай), участникам прямого обеспечения десантных операций в речной долине Янцзы (в частности в ходе Нанкинского инцидента 1927 года, во время которого войска Гоминьдана захватили Нанкин). Медаль была упразднена в 1940 году и заменена на медаль «За службу в Китае».
Медаль разработал Джон Р. Шиннок, работавший на монетном дворе Филадельфии. Он был восьмым главным гравировщиком монетного двора США с 1925 по 1947 год.